# Ivan Segré
Pour les articles homonymes, voir Segre.
Ivan Segré, né à Paris en 1973, est un philosophe et talmudiste français.

## Biographie
Ivan Segré est le fils de l'artiste peintre Raymond Segré et le neveu de Victor Segré (auteur d'une trilogie autobiographique, Histoire d'un juif communiste égyptien, L'Harmattan, 2009), tous deux Juifs réfugiés d'Égypte.
Il étudie la philosophie et la littérature à l’université Paris Ouest Nanterre La Défense puis à l’université Paris-VIII. En 2008, il soutient sa thèse de doctorat. Le jury est présidé par Alain Badiou et composé de Daniel Bensaïd, son directeur de thèse, de Charles Alunni, de René Lévy et de Michaël Löwy. Sa thèse de doctorat donne lieu à deux livres parus aux éditions Lignes en 2009 : La Réaction Philosémite et Qu'appelle-t-on penser Auschwitz ? Le second est préfacé par Alain Badiou qui écrit : « Une particularité saisissante du style de pensée d’Ivan Segré est de ne jamais substituer à la matérialité du texte d’un auteur une interprétation prématurée » . Il est invité à l'émission Là-bas si j'y suis de Daniel Mermet sur France-Inter pour parler de son livre La Réaction philosémite. Dans un article de 2020, il revient sur les circonstances difficiles de son travail universitaire d'alors.
En 2014, il publie successivement deux livres aux éditions La Fabrique Le Manteau de Spinoza. Pour une éthique hors la loi, et Judaïsme et révolution. En 2015, il publie L’intellectuel compulsif (Lignes), où il critique Alain Finkielkraut et défend le film d’Eyal Sivan et Michel Khleifi : Route 181. En 2016, lorsque paraissent aux éditions La Fabrique d’abord le livre de Houria Bouteldja, Les Blancs, les Juifs et nous (2016), puis celui d’Eyal Sivan prenant position pour la campagne BDS, Un boycott légitime (2016), Ivan Segré rend compte pour le site Lundi Matin de ces deux livres en des termes très critiques (voir « Une indigène au visage pâle »  et « Israël : l’impossible boycott ») . L’éditeur Eric Hazan lui reproche alors d’avoir effectué un « virage » . La relation d’Ivan Segré avec Alain Badiou prend également une tournure polémique (voir « Discussion argumentée avec Alain Badiou » n°1 et n°2  , également parus sur le site Lundi Matin). Mais l’intérêt d’Ivan Segré pour l’œuvre d’Alain Badiou reste entier et il lui consacre un article synthétique dans la revue Le Crieur : « La philosophie d’Alain Badiou : un manuel pour notre temps »  Il a également consacré un article à Giorgio Agamben dans cette même revue « Agamben, philosophe messianique ». En 2017, il publie aux éditions Lignes Les Pingouins de l’universel. Antijudaïsme. Antisémitisme et antisionisme. Il y retrace l’histoire de l’inimitié pour les Juifs depuis l’Antiquité jusqu’à la création de l’Etat d’Israël.
En 2019, il publie aux éditions Libertalia La trique, le pétrole et l’opium. En 2020, il publie aux éditions de L’éclat Misère de l’antisionisme. La même année, il publie aux éditions Amsterdam L’Occident les indigènes et nous. Eléments d’histoire et de philosophie. En 2022, il publie également aux mêmes éditions La Souveraineté adamique. Une mystique révolutionnaire.
Outre ses écrits philosophiques et politiques, dont plusieurs dizaines d’articles parus sur le site Lundi Matin, Ivan Segré participe aux séminaires de l’Institut d’Etudes Lévinassiennes dirigé par René Lévy. Il donne également des conférences pour le site Akadem . Il est aussi l’auteur d’articles sur Sigmund Freud, sur « la question monothéiste » , sur le Talmud ou sur le poète Paul Celan,.
Dans un portrait paru dans Le Monde des Livres en avril 2022, Nicolas Weill écrit : « Philosophe, écrivain et talmudiste, Ivan Segré a toujours cherché à concilier son engagement au sein de l’extrême gauche avec l’attachement à la tradition juive ».

### Livres
- La Réaction philosémite. La trahison des clercs, Paris, Éditions Lignes, 2009.
- Qu’appelle-t-on penser Auschwitz, préface d’Alain Badiou, Paris, Éditions Lignes, 2009.
- Reflections On Anti-Semitism (with Alain Badiou and Éric Hazan), London, VersoBooks, 2013 (traduction anglaise de La Réaction philosémite par David Fernbach)
- Le Manteau de Spinoza. Pour une éthique hors la Loi, Paris, La Fabrique, 2014 ; traduction anglaise par David Broder : Spinoza: The Ethics of an Outlaw, London, Bloomsbury Academic, 2017.
- Judaïsme et Révolution, Paris, La Fabrique, 2014.
- L’Intellectuel compulsif. La Réaction philosémite, 2, Paris, Éditions Lignes, 2016.
- Les Pingouins de l'universel. Antijudaïsme, antisémitisme, antisionisme, Paris, Éditions Lignes, 2017.
- La trique, le pétrole et l'opium. Sur la laïcité, la religion et le capital, Paris, Éditions Libertalia, 2019.
- L'Occident, les indigènes et nous. Éléments d'histoire et de philosophie, Paris, Éditions Amsterdam, 2020.
- Misère de l'antisionisme, Paris, Éditions de l'éclat, 2020.
- La Souveraineté adamique, Paris, Éditions Amsterdam, 2022.